# Corrado Verdelli
Corrado Verdelli,  (ur. 30 września 1963 w Lodi), włoski piłkarz i trener piłkarski. Jako piłkarz grał na pozycji obrońcy w Oltrepo, A.C. Monza, Interze Mediolan i US Cremonese. Z Interem sięgnął po mistrzostwo i Superpuchar Włoch w 1989 roku.
Po zakończeniu kariery piłkarskiej, szkolił młodzież w Interze. W 2003 roku tymczasowo prowadził Inter, po dymisji Héctora Cúpera.